# Weidman
Weidman – jednostka osadnicza w Stanach Zjednoczonych, w stanie Michigan, w hrabstwie Isabella.